# Cantões da Suíça
Cantão Suíço historicamente é considerado um Estado soberano, com fronteiras próprias, além do exército e moeda. A estrutura federal recente foi estabelecida em 1848, e mesmo atualmente Genebra refere-se a si mesmo como República e Cantão de Genebra (ver: GE.ch).
A Confederação Helvética (comumente Suíça) é constituída por 26 cantões suíços iguais em direito, dos quais três (Appenzell, Basileia e Unterwalden) estão subdivididos em semicantões que se chamam respectivamente: Appenzell Exterior e Appenzell Interior, Basileia-Cidade e Basileia-Campo, e Obwalden e Nidwalden.
Durante o século XVI, a Confederação Helvética foi constituída por 13 estados autônomos, os quais foram denominados cantões. Embora cada um destes fizesse parte do Sacro Império Romano-Germânico, eles haviam conquistado uma quase completa independência quando os suíços derrotaram o imperador Maximiliano I em 1499.
Desde 1848, os cantões são os membros federativos do Estado Federal, mantêm uma larga autonomia, dispõem da soberania em todos os domínios que não são da competência exclusiva da Confederação Suíça e constituem a base para a criação das sete grandes regiões. Existem também várias regiões não-administrativas com base na geografia física, na cultura ou na história principalmente baseadas na língua pelo que se fala da Suíça alemã ou - mais corretamente Suíça germânica -, da Suíça romanda, da Suíça italiana e da Suíça romanche, que aliás é a quarta língua oficial.

## Significados
O termo cantões diz-se em francês: cantons, romanche: cantuns e - na grafia grischun - chantuns, alemão: kantone, italiano: cantoni, mas o "significado suíço" da palavra francesa canton não pode ser confundido com o significado que tem na França, onde um canton é um condado de modo semelhante ao sentido americano da palavra inglesa county.
O termo semicantão diz-se em francês: demi-cantons, alemão: halb-kantone, italiano: mezzi cantoni.

## Cantões

### Enclaves
Alguns cantões possuem enclaves em outros cantões como:
- Berna (1): comuna de Münchenwiler (Villars-les-Moines)
- Obwalden (1): comuna de Engelberg
- Friburgo (5): comuna de Estavayer, reunião das comunas de Surpierre e de Prévondavaux; comunas de Vuissens e de Wallenbuch (desde 2003, parte da comuna de Gurmels) assim como Tours (parte da comuna de Montagny)
- Solothurn (3): reunião das comunas de Rodersdorf, de Metzerlen-Mariastein, de Hofstetten-Flüh, de Witterswil e de Bättwil; comunas de Kleinlützel e de Steinhof (desde 2012, parte da comuna de Aeschi)
- Schaffhausen (2): reunião das comunas de Stein am Rhein, de Hemishofen, de Ramsen e de Buch, e reunião das comunas de Buchberg e de Rüdlingen
- Appenzell Interior (4): comuna de Oberegg (2 partes); como os dois conventos; Convento de Grimmenstein e Convento de Wonnenstein, directamente subordinados ao cantão
- São Galo (1): Raach (parte da comuna de Häggenschwil)
- Argóvia (1): Convento de Fahr, administrativamente uma parte da comuna de Würenlos
- Turgóvia (1): comuna de Horn
- Vaud (1): reunião das comunas de Avenches, de Faoug, de Vully-les-Lacs e de Cudrefin
- Genebra (2): comuna de Céligny (2 partes)

### Lista
A ordem tradicional, pela qual são apresentados em toda documentação oficial suíça, é a seguinte. A abreviatura dos cantões constitui o código ISO 3166-2:CH.
| Brasão              | Abr. | Cantão              | Adesão | Capital      | População (31/12/2006) | Área (km²) | Densidade (hab./km²) | Comunas(01/01/2005) | Língua oficial                      |
| ------------------- | ---- | ------------------- | ------ | ------------ | ---------------------- | ---------- | -------------------- | ------------------- | ----------------------------------- |
| Bandeira do cantão. | ZH   | Zurique             | 1351   | Zurique      | 1 284 052              | 1729       | 743                  | 171                 | alemão                              |
| Bandeira do cantão. | BE   | Berna               | 1353   | Berna        | 958 897                | 5959       | 161                  | 398                 | alemão, francês                     |
| Bandeira do cantão. | LU   | Lucerna             | 1332   | Lucerna      | 359 110                | 1493       | 241                  | 97                  | alemão                              |
| Bandeira do cantão. | UR   | Uri                 | 1291   | Altdorf      | 34 948                 | 1077       | 32                   | 20                  | alemão                              |
| Bandeira do cantão. | SZ   | Schwyz              | 1291   | Schwyz       | 138 832                | 908        | 153                  | 30                  | alemão                              |
| Bandeira do cantão. | OW   | Obwalden*           | 1291   | Sarnen       | 33 755                 | 491        | 69                   | 7                   | alemão                              |
| Bandeira do cantão. | NW   | Nidwalden*          | 1291   | Stans        | 40 012                 | 276        | 145                  | 11                  | alemão                              |
| Bandeira do cantão. | GL   | Glarus              | 1352   | Glarona      | 38 084                 | 685        | 56                   | 27                  | alemão                              |
| Bandeira do cantão. | ZG   | Zug                 | 1352   | Zug          | 107 171                | 239        | 448                  | 11                  | alemão                              |
| Bandeira do cantão. | FR   | Friburgo            | 1481   | Friburgo     | 258 252                | 1671       | 155                  | 182                 | francês, alemão                     |
| Bandeira do cantão. | SO   | Solothurn           | 1481   | Soleura      | 248 613                | 791        | 314                  | 126                 | alemão                              |
| Bandeira do cantão. | BS   | Basileia-Cidade*    | 1501   | Basileia     | 184 822                | 37         | 4 995                | 3                   | alemão                              |
| Bandeira do cantão. | BL   | Basileia-Campo*     | 1501   | Liestal      | 267 166                | 518        | 516                  | 86                  | alemão                              |
| Bandeira do cantão. | SH   | Schaffhausen        | 1501   | Schaffhausen | 73 866                 | 298        | 248                  | 33                  | alemão                              |
| Bandeira do cantão. | AR   | Appenzell Exterior* | 1513   | Herisau      | 52 509                 | 243        | 216                  | 20                  | alemão                              |
| Bandeira do cantão. | AI   | Appenzell Interior* | 1513   | Appenzell    | 15 300                 | 173        | 88                   | 6                   | alemão                              |
| Bandeira do cantão. | SG   | São Galo            | 1803   | São Galo     | 461 810                | 2 026      | 228                  | 89                  | alemão                              |
| Bandeira do cantão. | GR   | Grisões             | 1803   | Coira        | 187 920                | 7 105      | 26                   | 208                 | alemão, romanche, italiano          |
| Bandeira do cantão. | AG   | Argóvia             | 1803   | Aarau        | 574 813                | 1 404      | 409                  | 231                 | alemão                              |
| Bandeira do cantão. | TG   | Turgóvia            | 1803   | Frauenfeld   | 235 764                | 991        | 238                  | 80                  | alemão                              |
| Bandeira do cantão. | TI   | Tessino             | 1803   | Bellinzona   | 324 851                | 2 812      | 116                  | 201                 | italiano                            |
| Bandeira do cantão. | VD   | Vaud                | 1803   | Lausana      | 662 145                | 3 212      | 206                  | 382                 | francês                             |
| Bandeira do cantão. | VS   | Valais              | 1815   | Sion         | 294 608                | 5 224      | 56                   | 158                 | francês, alemão                     |
| Bandeira do cantão. | NE   | Neuchâtel           | 1815   | Neuchâtel    | 168 912                | 803        | 210                  | 62                  | francês                             |
| Bandeira do cantão. | GE   | Genebra             | 1815   | Genebra      | 433 235                | 282        | 1 536                | 45                  | francês                             |
| Bandeira do cantão. | JU   | Jura                | 1979   | Delémont     | 69 292                 | 838        | 83                   | 83                  | francês                             |
| Bandeira Suíça.     | CH   | Suíça               | -      | Berna        | 7 508 739              | 41 285     | 182                  | 2 767               | alemão, francês, italiano, romanche |

Os semicantões estão marcados com asteriscos (*). Possuem apenas um representante no Conselho de Estados.
Os cantões estão divididos num total de 2 767 comunas (1 de janeiro de 2005)

## Mapa
Este mapa dos cantões da Suíça mostra a última alteração ocorreu em 1979, com a desagregação do cantão do Jura do cantão de Berna:
Localização dos cantões e respectivas abreviações:

## Distritos
Em contraste com os estados de organização centralizada, na Suíça federalista cada cantão é completamente autónomo no que toca à sua própria subdivisão administrativa. A independência de um governo central reflete-se tanto fiscalmente, pois cada cantão recolhe e administra seus próprios impostos, como legalmente, com decisões regionais sobre leis trabalhistas, penais e comerciais. Consequentemente, existe uma grande variedade de estruturas e terminologia para as entidades subnacionais entre o cantão e o município, normalmente referidas como distritos.